# Belmonte (Santa Catarina)
Belmonte is een gemeente in de Braziliaanse deelstaat Santa Catarina. De gemeente telt 2.790 inwoners (schatting 2009).

## Aangrenzende gemeenten
De gemeente grenst aan Bandeirante, Descanso en Santa Helena. 

### Landsgrens
En met als landsgrens aan de gemeente San Pedro in het departement San Pedro in de provincie Misiones met het buurland Argentinië.